# Barbara Masekela

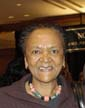
Barbara Masekela

Barbara Mosima Joyce Masekela (* 18. Juli 1941 in Alexandra) ist eine südafrikanische ehemalige Lehrerin, Dichterin, Politikerin des African National Congress (ANC) und Diplomatin.

## Leben
Masekela wurde 1941 als zweites von vier Kindern geboren. Ihr älterer Bruder war der Jazzmusiker Hugh Masekela. Ihre Eltern waren Thomas Selema Masekela, ein Gesundheitsinspektor und Bildhauer, und die Sozialarbeiterin Pauline Masekela. Sie wuchs bei ihrer Großmutter nahe Witbank auf und kehrte mit zehn Jahren nach Alexandra zurück, wo sie die Saint Michael’s Anglican School besuchte und den Bischof Trevor Huddleston kennenlernte. Anschließend war sie Schülerin des Inanda Girls’ Seminary in Durban, wo sie unter anderem dem ANC-Präsidenten Albert Luthuli begegnete. Nach ihrem Schulabschluss arbeitete sie für die Zeitung New Age. Nach sechs Monaten begann sie ein Studium an der damaligen University of Basutoland, Bechuanaland Protectorate and Swaziland (UBBS) in Roma in Basutoland, bevor sie nach weiteren sechs Monaten nach Ghana zog, um beim Aufbau des dortigen Bildungssystems mitzuwirken. Sie erkrankte jedoch an Tuberkulose und wurde zwecks Heilung in das Vereinigte Königreich gebracht. Anschließend zog sie in die Vereinigten Staaten und studierte an der Fordham University. Sie erlebte Rassismus, erkrankte erneut und wechselte im Jahr 1967 an die University of Zambia. Im dritten Studienjahr erlitt sie einen Autounfall und zog zur Genesung zu ihrem Bruder Hugh in die USA. An der dortigen Ohio State University erwarb sie schließlich einen Bachelor of Arts mit Hauptfach Englisch. 1972 begann sie, am Staten Island Community College zu unterrichten; 1973 bis 1982 lehrte sie Englische Literatur an der Rutgers University. Während dieser Zeit erwarb sie 1976 einen Master-Abschluss. Gleichzeitig gehörte sie zur Beobachtermission des ANC bei den Vereinten Nationen.
1982 zog sie erneut nach Sambia, wo sie beim ANC arbeitete und nach einem Jahr dessen Department of Arts and Culture leitete.
1990 begleitete sie Nelson Mandela auf seiner ersten Auslandsreise nach dessen langer Haftzeit als Personal Assistent in die USA und nach Indien. 1991 wurde sie in Durban in das National Executive Committee des ANC gewählt. Sie nahm an den CODESA-Gesprächen über die politische Zukunft des Landes teil. 1995 bis 1999 war sie Südafrikas Botschafterin in Frankreich und bei der UNESCO. Ab 2003 war sie Botschafterin in den USA. Außerdem war in zahlreichen Unternehmen tätig, etwa als Direktorin der Standard Chartered Bank in Südafrika, der South African Broadcasting Corporation, des World Diamond Council und des International Marketing Council. Darüber hinaus war sie bis 2003 Exekutivdirektorin bei De Beers Consolidated Mines. Sie ist Trustee des Nelson Mandela Children’s Fund und der Nelson Mandela Foundation.
Masekela hat drei Söhne mit dem 2011 gestorbenen Henry Makgothi; nach anderen Angaben hat sie zwei Söhne.

## Auszeichnungen
2008: Order of Luthuli in Silber